# 三焦実
三焦実（さんしょうじつ）とは、漢方医学で言う漿膜、リンパ系全般の機能亢進によりおこる症状を言う。

## 概要
漢方医学では六腑のうち三焦は五行思想で言う火を司る機能を指し、六臓で言えば心包に相当するため三焦の機能の亢進は（西欧医学では漿膜、リンパ系に相当する機能障害と思われる）口内炎、子宮内膜炎、湿疹などがあらわれるとされる。漢方医学では
対処としては
鍼灸においては五行や東洋医学の治療方針の関係から五行では自経が実すれば、その子を瀉すとされており、この場合、火の気である三焦が実すれば土の気である子の胃を瀉せとされており、三焦経の天井穴、胃経の足三里穴が用いられる。